# Ron Lapointe Trophy
Ron Lapointe Trophy je hokejová trofej udělovaná každoročně nejlepšímu trenérovi juniorské ligy Quebec Major Junior Hockey League. Trofej je pojmenována po bývalém trenérovi Ronu Lapointovi.

## Držitelé Ron Lapointe Trophy
- Tučně vytištění trenéři jsou i držiteli Brian Kilrea Coach of the Year Award.

| Sezóna  | Jméno               | Tým                          |
| ------- | ------------------- | ---------------------------- |
| 2013/14 | Éric Veilleux       | Baie-Comeau Drakkar          |
| 2012/13 | Dominique Ducharme  | Halifax Mooseheads           |
| 2011–12 | Jean-François Houle | Blainville-Boisbriand Armada |
| 2010–11 | Gérard Gallant      | Saint John Sea Dogs          |
| 2009–10 | Gérard Gallant      | Saint John Sea Dogs          |
| 2008–09 | Danny Flynn         | Moncton Wildcats             |
| 2007–08 | Pascal Vincent      | Cape Breton Screaming Eagles |
| 2006–07 | Clément Jodoin      | Lewiston MAINEiacs           |
| 2005–06 | André Tourigny      | Rouyn-Noranda Huskies        |
| 2004–05 | Richard Martel      | Chicoutimi Saguenéens        |
| 2003–04 | Benoit Groulx       | Gatineau Olympiques          |
| 2002–03 | Shawn MacKenzie     | Halifax Mooseheads           |
| 2001–02 | Réal Paiement       | Acadie-Bathurst Titan        |
| 2000–01 | Denis Francoeur     | Shawinigan Cataractes        |
| 1999–00 | Doris Labonté       | Rimouski Océanic             |
| 1998–99 | Guy Chouinard       | Québec Remparts              |
| 1997–98 | Guy Chouinard       | Québec Remparts              |
| 1996–97 | Clément Jodoin      | Halifax Mooseheads           |
| 1995–96 | Jean Pronovost      | Shawinigan Cataractes        |
| 1994–95 | Michel Therrien     | Laval Titan Collège Français |
| 1993–94 | Richard Martel      | Saint-Hyacinthe Laser        |
| 1992–93 | Guy Chouinard       | Sherbrooke Faucons           |